# Sugano Takuma
Takuma Sugano (sinh ngày 5 tháng 4 năm 1980) là một cầu thủ bóng đá người Nhật Bản.

## Sự nghiệp câu lạc bộ
Takuma Sugano đã từng chơi cho JEF United Ichihara, Ventforet Kofu và Shonan Bellmare.